# Johann Heinrich Theodor Claussen
Johann Heinrich Theodor Claussen (* 21. August 1825 in Bremen; † 13. Januar 1908 in Bremen) war ein Bremer Kaufmann sowie Politiker und Präsident der Bremischen Bürgerschaft.

## Leben
Heinrich Claussen erweiterte seine Kenntnisse nach seiner kaufmännischen Lehre in Bremen durch berufliche Aufenthalte in Havanna und New York. 1862 wurde er in Bremen Teilhaber der Reederei und des Importgeschäfts Albers & Claussen. Seit 1867 war er Mitglied der Handelskammer Bremen und 1873 deren Präses. Er wurde Mitglied der Bremischen Bürgerschaft und war seit 1875 Vizepräsident und von 1876 bis 1900 Präsident der Bürgerschaft. Als Mitglied des Deutschen Nationalvereins und als Mitbegründer des Reichsvereins für den Reichstagswahlkreis von Bremen – bis 1893 war er dort Vorsitzender – gehörte er den nationalen und liberalen politischen Strömungen der Stadt an. Er war Vorsitzender des Aufsichtsrats der Bremer Lagerhausgesellschaft (BLG) und Staatskommissar bei der Bremer Börse; zudem war er im Geschäftsausschuss des Denkmal-Komitees tätig.

## Ehrungen
- Claussen erhielt 1900 als neunter Bürger die Bremische Ehrenmedaille in Gold.
- Die Claussenstraße in Bremen-Schwachhausen wurde 1914 nach ihm benannt.[1][2]